# Massengräber in Radovljica
Auf dem Gebiet der Gemeinde Radovljica wurden 16 Massengräber aus der Zeit des Zweiten Weltkriegs gefunden.

## Stadt Radovljica
- Das Andrejčevo polje-Massengrab (Grobišče Andrejčevo polje) liegt auf einer Wiese inmitten eines verfüllten Grabens, westlich der Stadt zwischen der Straße Radovljica – Lesce und der Bahnstrecke Ljubljana – Jesenice. Zwei Häftlinge aus dem ehemaligen Lager in Radovljica sollen im Graben der ehemaligen Verteidigungslinie (Rupnik-Linie) begraben worden sein.[1]

## Begunje na Gorenjskem
In Begunje na Gorenjskem liegen mehrere Massengräber aus der Zeit des Zweiten Weltkriegs und danach.
Während des Krieges hielten die deutsche Geheime Staatspolizei auf Schloss Katzenstein 11.477 Geiseln fest; 849 Häftlinge wurden ermordet und 5183 in Konzentrationslager deportiert. Massengräber gefolterter und erschossener Slowenen befinden sich im Schlosspark und im Draga-Tal 1,6 Kilometer östlich.
Außerdem wurden in Begunje sechs Massengräber mit Opfern von Hinrichtungen unmittelbar nach dem Zweiten Weltkrieg gefunden.

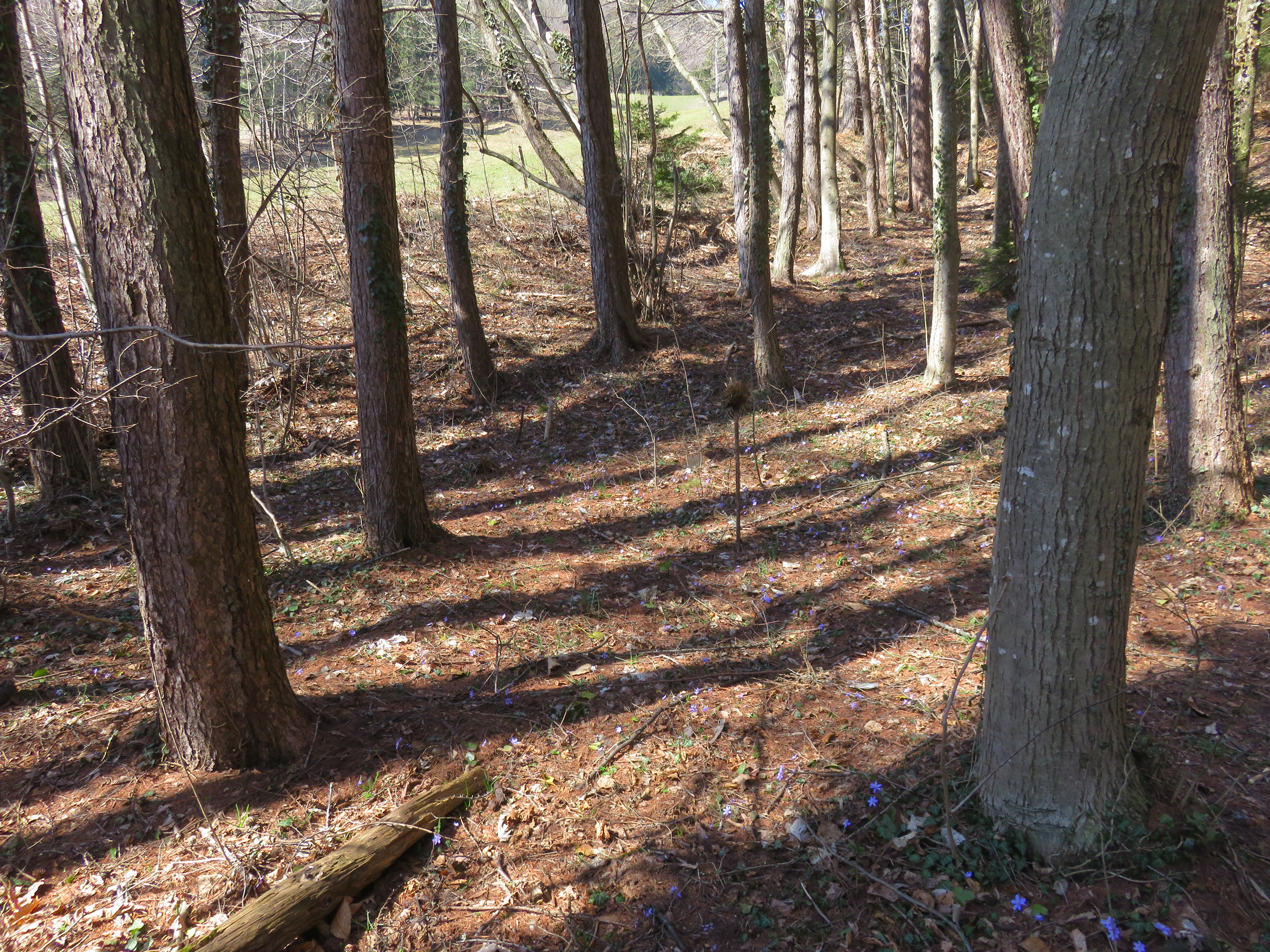
Massengrab Krpin-Skipiste 1

- Nördlich der Siedlung liegen die Massengräber Krpin-Kiesgrube 1 und 2 (Grobišče peskokop Krpin 1,2). Das erste liegt im Gebüsch ein paar Meter oberhalb der asphaltierten Straße, zwischen einer Kiesgrube und einem Feldweg.[6]

Das zweite liegt ein paar Dutzend Meter höher, an einem Hang links vom Weg. In den Gräbern liegen die sterblichen Überreste von mindestens 20 sowjetischen Kriegsgefangenen und Zivilisten, die Ende Juni oder Anfang Juli 1945 ermordet wurden.
- Im Norden der Siedlung liegen auch die Massengräber Krpin-Skipiste 1–3 (Grobišče smučišče Krpin 1–3). Grab 1 und 2 befinden sich in einem Picknickbereich hinter einem Schuppen und Grab auf ebenem Gelände hinter der Skipiste. Die Gräber enthalten die Überreste von sowjetischen Kriegsgefangenen und Zivilisten, die an zwei Orten in der nahegelegenen Kiesgrube ermordet wurden.[8][9][10]
- Das Massengrab an der Mazevec-Spalte (Grobišče Mazevčev pruh) liegt nördlich der Burg Kamen am Rande eines Steinbruchs unter einer großen Fichte und ist 10 m lang. Es enthält die Überreste deutscher Kriegsgefangener aus Begunje und wahrscheinlich auch ziviler Opfer, die am 29. Mai 1945 ermordet wurden.[11]

## Hlebce
In Hlebce befinden sich zwei bekannte Massengräber aus der Zeit unmittelbar nach dem Zweiten Weltkrieg. Beide liegen in der Nähe der Autobahn südöstlich der Siedlung und enthalten die Überreste von sowjetischen Soldaten, die Mitte Mai 1945 ermordet wurden. Die Gräber wurden Ende 2006 beim Autobahnbau ausgegraben. Sie sind nicht markiert und werden teilweise von den Autobahnfahrbahnen verdeckt
- Das Lesce 1-Massengrab (Grobišče Lesce 1) liegt auf einer Fläche von 6 mal 2,7 Metern und beherbergte die Überreste von mindestens 33 Opfern[12]
- Das Lesce 2-Massengrab (Grobišče Lesce 2) liegt etwa 14 Meter vom ersten Standort entfernt auf einer Fläche von 2 mal 1,5 Metern und beherbergte die Überreste von drei Opfern.[13]

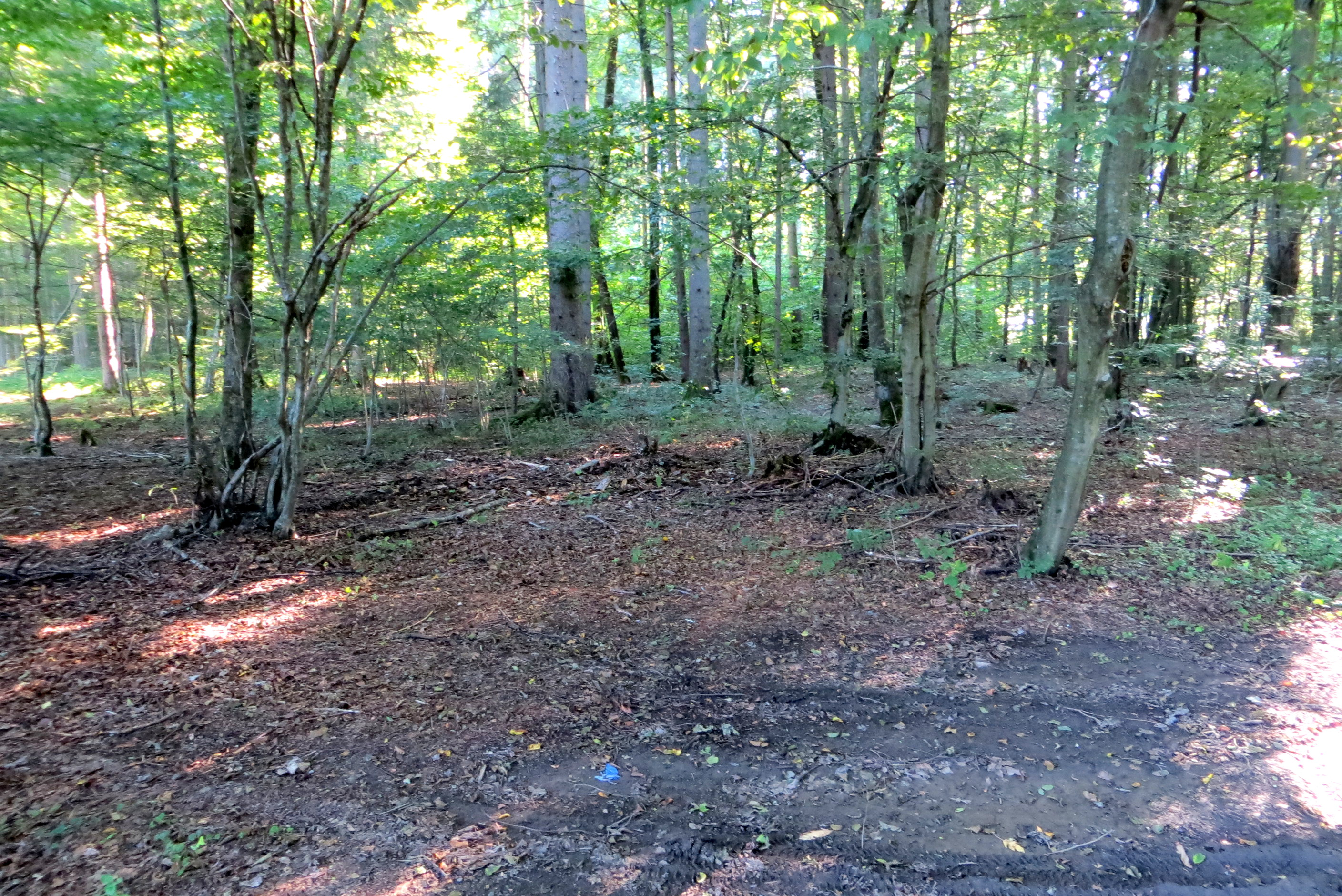
Fuchsschwanz-Massengrab in Mošnje

## Mošnje
In Mošnje wurden drei Massengräber aus der Zeit unmittelbar nach dem Zweiten Weltkrieg. Alle drei Gräber liegen südwestlich der Siedlung, oberhalb der Save. Sie enthalten die sterblichen Überreste von etwa 300 deutschen Kriegsgefangenen, die zwischen dem 8. und 15. Mai 1945 ermordet wurden.
- Das Zgoša-Massengrab (Grobišče Zgoša) liegt im Wald, einige Meter unterhalb einer Forststraße und etwa 250 Meter östlich der Eisenbahn.[14]
- Das Heufeld-Massengrab (Grobišče Senožeta) liegt an einem Weg am Waldrand.[15]
- Das Fuchsschwanz-Massengrab (Grobišče Lisičji rep) liegt im Wald, etwa 50 Meter von einem Feld entfernt.[16]

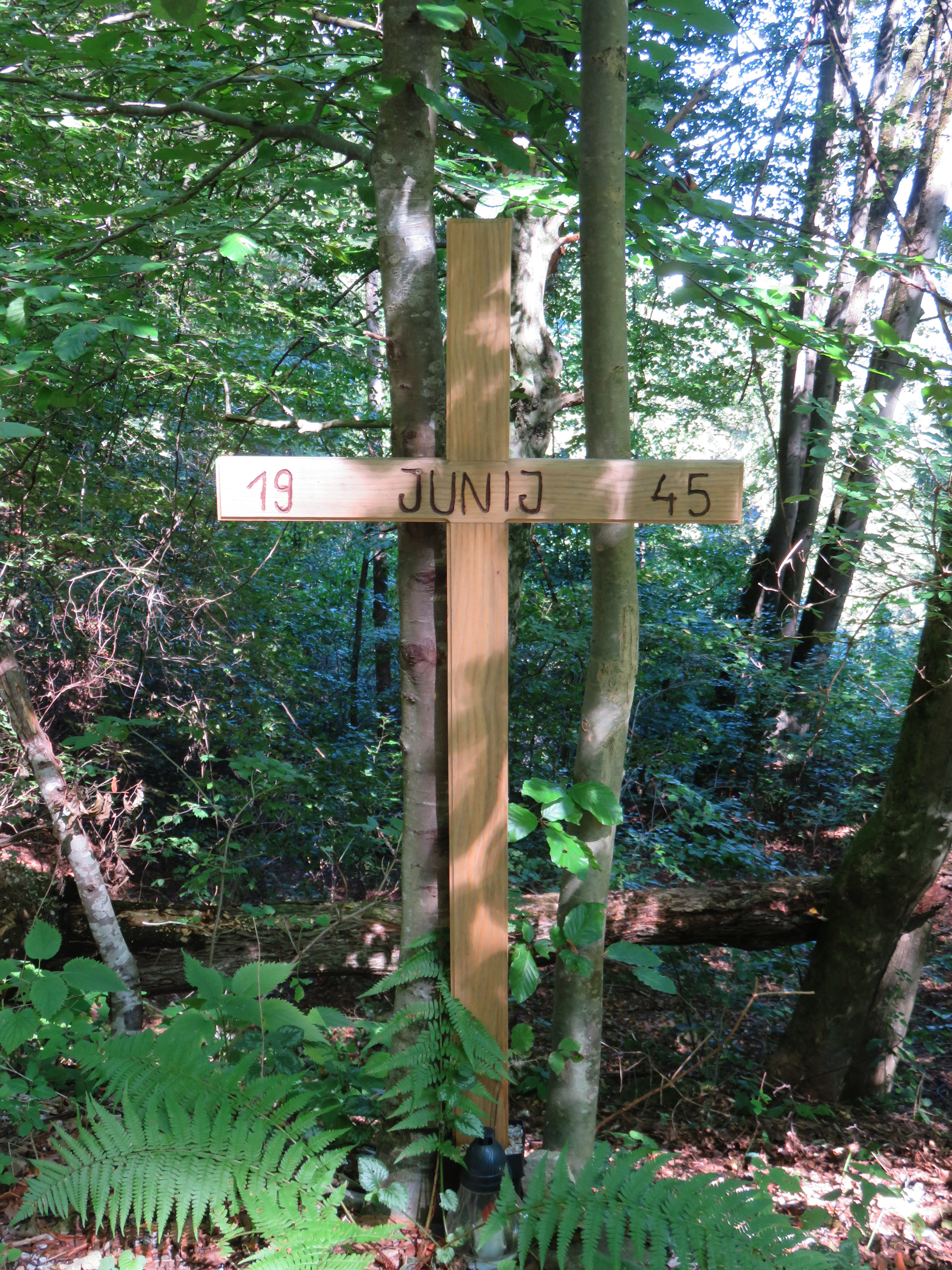
Lancovo 2-Grab in Zgornja Lipnica

## Spodnja Lipnica
In Sodnja Lipnica befindet sich ein Massengrab aus der Zeit unmittelbar nach dem Zweiten Weltkrieg.
- Das Gartenhöhlen-Massengrab (slowenisch: Grobišče Jama za vrtcem) befindet sich im Wald westlich der Siedlung in einer 8 bis 10 Meter tiefen Höhle. Es enthielt die Überreste von sieben slowenischen Zivilisten aus Radovljica, die am 29. Mai 1945 ermordet wurden.[17]

## Zgornja Lipnica
In Zgornja Lipnica wurden zwei Massengräber aus der Zeit unmittelbar nach dem Zweiten Weltkrieg gefunden.
Die Massengräber Lancovo 1 und 2 (Grobišče Lancovo 1, 2) liegen nördlich der Siedlung und enthalten die Leichen zahlreicher Zivilisten und kroatischer Soldaten, die in der Nacht vom 15. Mai 1945 ermordet wurden.
- Grobišče Lancovo 1 liegt 15 Meter tief (49 Fuß) von der Straße entfernt und 5 bis 3,5 Meter breit und 10,5 Meter lang.[18]
- Grobišče Lancovo 2 liegt an einem bewaldeten Hang in der Nähe des ersten.[4][5][6][19]

## Zgornji Otok
In Zgornji Otok befindet sich ein Massengrab aus dem Zweiten Weltkrieg.
- Das Massengrab Zgornji Otok (Grobišče Zgornji Otok) liegt auf einer Wiese westlich der Siedlung, wenige Meter östlich des Waldrandes, an einem Ort namens Pod Koncami. Es enthält die Überreste von 14 kroatischen Soldaten, die am 6. Mai 1945 getötet wurden.[20]